# Synopsia acuta
Synopsia acuta là một loài bướm đêm trong họ Geometridae.